# 順恩護老中心
順恩護老中心是一間香港連鎖式護老中心，於土瓜灣，沙田，深水埗設有分院，部分分院加入了香港政府社會福利署護理安老宿位買位計劃。

## 爭議

### 2016年選舉操控長者投票予李慧瓊及蔣麗芸
於2016年香港立法會選舉，社總於選舉當日派出監察隊到不同護老中心，監察安老院操控長者投票的問題，及後揭發土瓜灣順恩護老中心向院內長者大派發民建聯「卡片掌心雷」，再派青年裝扮成親人帶到票站投票。有長者受訪時直認是在院舍職員要求下投票予民建聯候選人（九龍西：蔣麗芸／超區：李慧琼）。記者其後到順恩查詢，院長直認有教長者投票，大叫「係呀！我犯法呀！出去告我呀！」，又推撞及襲擊記者。
及後10月《明報》跟進報道，該院有曾中風、認不到人的院友被帶到票站投票。社會福利署亦回覆確認，由於事件可能違反選舉指引，已轉介選舉事務處跟進，院舍負責人也承認沒就此徵詢其家人意見。

### 2019年剋扣外勞薪水及超收中介費用事件
2019年，順恩護老中心接連有外勞員工向職工盟屬下社區及院舍照顧員總工會求助，表示被非法扣薪及超收中介費用，涉及薪金達24萬，其後工會聯同受影響員工前往九龍城警署報案舉報。有被拖欠薪金的外勞表示，曾經向僱主反映意見，惟對方回應指對方不會成功入稟，又指自己有外勞鄉下的地址，因而作罷。直至在去年12月約滿不獲續約後，才決定向工會求助。

## 資料來源
1. ↑  .   [2020-05-18]. （原始内容存档于2018-10-10）.
2. ↑  .   [2020-05-18]. （原始内容存档于2018-10-10）.
3. ↑  .   [2020-05-18]. （原始内容存档于2018-10-10）.
4. ↑  . Apple Daily 蘋果日報.   [2019-11-29]. （原始内容存档于2016-11-10）.
5. ↑  黃煒堯. .   [2020-05-18]. （原始内容存档于2020-05-22）.
6. ↑  .   [2020-05-18]. （原始内容存档于2021-01-21）.
7. ↑  陳淑霞. .   [2020-05-18]. （原始内容存档于2020-11-26）.
8. ↑  李家偉. .   [2020-05-18]. （原始内容存档于2021-08-05）.